# Ella Zirina

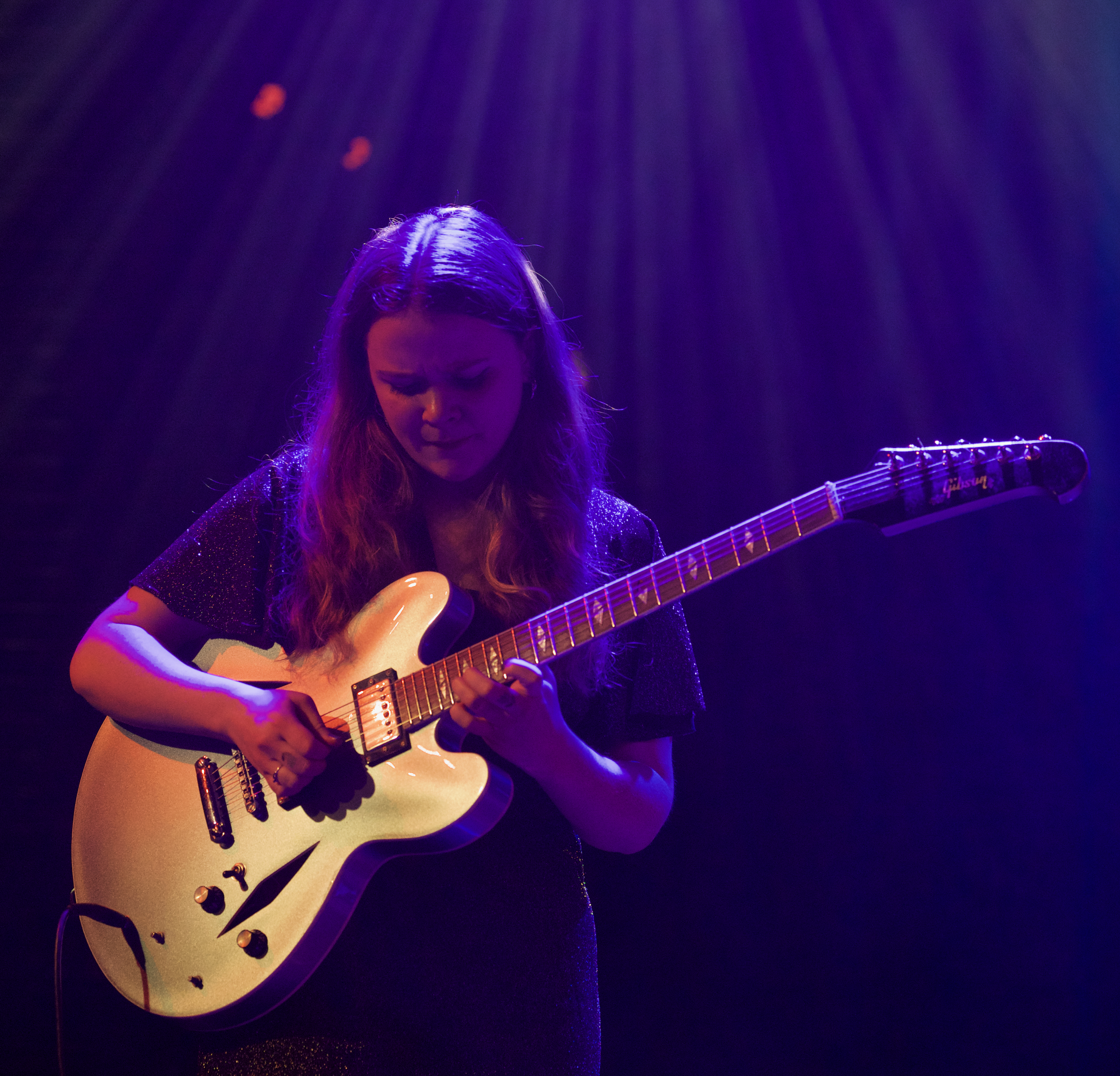
Ella Zirina, 2023

Ella Zirina (* 1997) ist eine lettische Jazzmusikerin (Gitarre, Komposition).

## Leben und Wirken
Zirina hatte bis zum Alter von 17 Jahren Klavierunterricht; dann wechselte sie erst zur Gitarre. Ihr Bachelorstudium am Conservatorium van Amsterdam schloss sie 2021 bei Jesse van Ruller und Reinier Baas mit höchster Auszeichnung ab; sie absolvierte Meisterkurse bei John Scofield und Peter Bernstein. 2023 studiert sie in Amsterdam im Masterstudiengang.
Zirina gehörte zum niederländischen Nationaal Jeugd Jazz Orkest sowie zum Orchester Jong Metropole und ist in Konzerten mit Musikern wie Ben van Gelder, Miguel Zenon, Pablo Held, Seamus Blake, Sun-Mi Hong, Mark Alban Lotz, Michael League, Becca Stevens und Yuri Honing aufgetreten. Mit ihrem eigenen Trio (mit Bassist David Macchione und Schlagzeuger Eloi Pascual Nogue) tourte sie 2022 auch in Spanien. Mit Reinier Baas trat sie 2022 beim Südtirol Jazzfestival Alto Adige auf, als Solistin beim Klaeng Festival 2023. Zwischen 2021 und 2023 gehörte sie im Bimhuis dem Talentförderungsprojekt New Makers an. Ihr Debütalbum Intertwined wurde in dessen Rahmen aufgenommen und veröffentlicht. Neben ihrem Trio sind auf dem Album ein Streichquartett und bei zwei Stücken die Saxophonistin Tineke Postma zu hören. Sie ist weiterhin auf Alben von Pablo Held und Shannon Barnett zu hören.

## Preise und Auszeichnungen
Im Februar 2022 wurde Zirina mit dem ersten Preis der Virtual Jazz Club Competition (in der Klasse unter 25 Jahren) ausgezeichnet; in der Begründung der Jury heißt es: „Zirina ist eine Gitarrenvirtuosin mit eigenem Stil. Ihre Gibson scheint eine Erweiterung ihrer Persönlichkeit zu sein.“